# Johann Gottlieb Mauer
Johann Gottlieb Mauer (falsch Maurer) (* vor 1745; † vor 1808) war ein deutscher Orgelbauer, der im 18. Jahrhundert in Sachsen wirkte.

## Leben
Die Heirat mit Mariana Elisabeth, der ältesten Tochter des Orgelbauers Christian Immanuel Schweinefleisch (1720–1771), einem Neffen von Tobias Heinrich Gottfried Trost, im Jahr 1764 wird als Hinweis gewertet, dass er bei Schweinefleisch den Orgelbau erlernt hat. Den beiden wurden Johann Christian Immanuel (* 1765), Carl August (* 1766), Carolina Elisabeth (* 1768) und Christiana Friderica (* 1773) geboren.
Nach seinen erfolgreichen Arbeiten an der Altenburger Orgel wurde Mauer am 20. Dezember 1768 zum „Hoforgelbauer“ ernannt. Die Verlängerung der Dis-Pfeifen weist darauf hin, dass er die mitteltönig gestimmte Orgel gleichstufig umgestimmte. Da er 1771 die Bedingung nicht mehr erfüllte, in Altenburg zu wohnen, wurde ihm der Titel am 16. Dezember 1771 wieder entzogen. Seit 1771 wurde er als Leipziger „Universitäts-Orgelbauer“ bezeichnet. Zwischen 1780 und 1801 ist Mauers Aufenthaltsort ungewiss. Vermutet wird ein Aufenthalt in Russland. 1801 ist er bei einer Reparatur in Röcken nachweisbar. Dort wurde 1803 der Sohn Johann Christian geboren; die Mutter Johanna Regine Naundorfin klagte daraufhin auf ihren Unterhalt.
Neben Kirchenorgeln baute Mauer Kleinorgeln und Klaviere.

## Werkliste
| Jahr      | Ort                    | Kirche           | Bild | Manuale | Register | Bemerkungen |
| --------- | ---------------------- | ---------------- | ---- | ------- | -------- | --- |
| 1769/70   | Tegkwitz bei Altenburg | Ev. Kirche       |      | I/P     | 11       | mehrfach umgebaut, jetzt teilrekonstruiert im Händel-Haus zu Halle (Saale), siehe Mauer-Orgel im Händel-Haus zu Halle                                                             |
| 1772      | Plaußig                | Kirche Plaußig   |      |         |          | nicht erhalten |
| 1772–1773 | Leipzig                | Thomaskirche     |      |         |          | eingreifender Umbau (Rückpositiv als Oberwerk verlegt) |
| 1773      | Tollwitz               |                  |      |         |          | nicht erhalten |
| 1777      | Trossin                | Trossiner Kirche |      | I/P     |          | 1888 romantisierender Umbau, 2012 Rekonstruktion |
| 1777      | Merseburg              | Stadtkirche      |      |         |          | Kostenanschlag für den Neubau einer Orgel in der Stadtkirche in Merseburg, der mit 3000 Taler äußerst hoch ausfiel, woraufhin der Auftrag an Johann Gottfried Krug vergeben wurde |
| 1777–1778 | Großenhain             | Marienkirche     |      | II/P    | 30       | 1901 durch Neubau ersetzt; verändertes Gehäuse erhalten |
| 1778      | Threna                 | Ev. Kirche       |      | I/P     | 10–12    | nicht erhalten |
| 1779–1780 | Gütz bei Landsberg     |                  |      | II/P    | 15       | in den 1970er Jahren abgebrochen |
| 1801–1802 | Ermlitz                | Kirche           |      |         |          | von Johann Gottlieb Krug fertiggestellt; in St. Nicolai in Dölau erhalten |

## Varia
- In der Martin-Luther-Kirche Dewitz nahe Taucha bei Leipzig steht eine Mauer-Orgel, die die Kirchgemeinde 1853 vom Vorbesitzer aus Leipzig erwarb. Die Orgel mit Manual, Pedal und sieben Registern ist etwa um 1800 erbaut worden.